# Madeleine Laurain-Portemer
Pour les articles homonymes, voir Laurain.
Madeleine Laurain-Portemer, née le 7 juin 1917 à Laval et morte le 15 août 1996 à Saint-Brieuc, est une bibliothécaire, une historienne et une archiviste-paléographe française, spécialisée dans l'histoire de Mazarin et de son époque. Elle est la fille d’Ernest Laurain et l’épouse de Jean Portemer (1911-1998).

## Biographie
Madeleine Laurain-Portemer termine ses études à l’École des chartes en 1940. C’est d’ailleurs à la même époque qu’elle publie sa thèse qu’elle nomme Les Grands jours du Parlement de Paris, de l’avènement de François Ier à la mort d’Henri III. Elle commence sa grande carrière en tant qu’archiviste-paléographe.
De 1941 à 1964, elle est bibliothécaire puis conservatrice au Cabinet des manuscrits de la Bibliothèque nationale. En 1940, en 1959 et en 1969, elle publie des articles sur Jules Mazarin dans le Bulletin de la commission historique et archéologique de la Mayenne, ce qui lui apporte une grande notoriété dans son milieu.
Par la suite, de 1964-1982, Madeleine Laurain-Portemer est chargée de recherche puis maître de recherche au C.N.R.S. D’ailleurs, c’est grâce à cet emploi que cette dernière a pu étendre ses recherches sur le cardinal Mazarin. En effet, cela lui donne l’occasion d’entreprendre des recherches plus approfondies sur Mazarin tout en lui permettant également de rassembler une plus grande documentation sur le sujet. 
En 1981, elle publie le premier tome de ses Études mazarines (Paris, De Boccard, 1981) où elle réunit la majeure partie de ses articles déjà parus sur le cardinal. Le second tome de ses Études mazarines est intitulé Une tête à gouverner quatre empires (1996). Il est publié six mois après le décès de Madeleine Laurain-Portemer en 1996. Ce dernier réunit ses articles inédits sur Jules Mazarin. Dans ses deux ouvrages sur Mazarin, Madeleine Laurain-Portemer n’a jamais caché sa sympathie et son admiration pour le personnage historique qu’est Mazarin, bien que ce dernier ait laissé une trace négative dans l’histoire. Autre l’historien Georges Dethan, Madeleine Laurain-Portemer est l’historienne qui, à ce jour, connait le mieux Mazarin. 

## Le premier tome de sesÉtudes mazarines(1981)
Ce premier ouvrage consacré à Mazarin n’est pas une biographie dite traditionnelle. Madeleine Laurain-Portemer opte plutôt pour une méthode des dossiers. Autrement dit, l’auteure préfère démêler le personnage qu’est Mazarin en étudiant son sujet couche par couche, et ce, sans y laisser un détail important. 

## Le deuxième tome de sesÉtudes mazarines(1996)
Lors des dernières années de sa vie, Madeleine perd graduellement la vue. Cependant, grâce à l’aide de son mari ainsi que de quelques amis, elle peut consacrer tout son temps au deuxième tome de ses Études mazarines. Elle est décédée avant de terminer son ouvrage. Elle n’a donc jamais, de son vivant, vu la publication du deuxième tome de ses Études mazarines. En effet, après sa mort, ce dernier est presque terminé, il est en cours de correction. Ce n’est que six mois après le décès de Madeleine que son deuxième volume voit le jour, et ce, grâce à l’acharnement mené par son époux Jean Portemer. Le deuxième ouvrage regroupe, en cinq chapitres, des articles divers et inédits sur Jules Mazarin. La première partie traite de la nationalité de Mazarin. La deuxième et la troisième parties mettent de l’avant des réflexions sur le pouvoir de Mazarin. Le quatrième chapitre, quant à lui, parle du rôle de Mazarin dans les négociations internationales. Enfin, la cinquième partie est la plus courte du volume. Cette dernière traite des derniers mois du cardinal Mazarin ainsi que de sa mort. 

## Le fondMadeleine Laurain-Portemerde la Bibliothèque Mazarine
À Paris, en France, on retrouve la Bibliothèque Mazarine qui a mis sur pied le fonds Madeleine Laurain-Portemer, en l’honneur de la femme qui a consacré une grande partie de sa carrière d’historienne à Jules Mazarin. C’est en 1998 que Jean Portemer, le mari de Madeleine, fait don de toutes les études et les recherches scientifiques de sa femme à la Bibliothèque Mazarine. Dans ce fonds, il y a des travaux menés par Madeleine. Il est également possible d’y trouver de la documentation, c’est-à-dire « [des] notes de lectures, [des] transcriptions de documents d’archives, [des] photographies [ou encore des] microfilms ». On y trouve aussi une partie des correspondances scientifiques faites par Madeleine lors de ses recherches.

## LePrix Madeleine Laurain-Portemer
En 1998, Jean Portemer crée le Prix Madeleine Laurain-Portemer en l’honneur de sa femme. Il s’agit d’un prix annuel dont le but est de récompenser « l’auteur [ou auteure] d’un ouvrage consacré à un sujet portant sur l’histoire des Temps modernes (1492-1789), sans distinction quant à la zone de géographie étudiée ».
En 2021, c’est Géraud Poumarède qui remporte le prix Madeleine Laurain-Portemer grâce son œuvre sur L’Empire de Venise et les Turcs. XVIe – XVIIe siècle (Paris, Classiques Garnier, 2020). 

## Publications
- Les trésors de la Bibliothèque nationale, Département des manuscrits : Jean Fouquet et son temps, :  Paris : Publ. filmées d'art et d'histoire, 1961; 40 p. ; 15 cm + 20 diapositives ;
- Études mazarines, Paris : de Boccard ; [puis] Paris : [M. Laurain-Portemer] ; Nogent-le-Roi : distrib. J. Laget, Librairie des arts et métiers, 1981-1997 ;
- Un pèlerinage littéraire rue du Cherche-Midi l'Hôtel Saint-Simon, Paris, 1957, 5 p. ; In-4, Extr. de : "Médecine de France." N ° 83, 1957 ;
- Les Travaux d'érudition des Mauristes, origine et évolution, Paris, 1957. - In-8 ̊ , paginé 231-271. , Extrait de la Revue d'histoire de l'Église de France, t. 43, N ̊ 140, 1957 ;
- La mort du cardinal Mazarin , [Paris] : [Annuaire-Bulletin de la Société de l'histoire de France], 1960,, pièce (paginé 58-120) ;  Extrait de l'Annuaire-Bulletin de la Société de l'histoire de France. - Composé de : Relazione distinta de gli accidenti occorsi nell'ultima infirmita e morte del cardinal Mazzarini... du P. Angelo Bissaro, avec la traduction française par Madeleine Laurain et de : Relation succincte de ce qui s'est passé à la mort de M. le cardinal Mazarini, premier ministre d'Estat par Claude Joly, en collaboration avec Raymond Darricau, 1960 ;
- Notes sur les papiers de l'abbé Lebeuf conservés dans les dépôts de Paris, Auxerre, 1962, 16 p. ; In-8, Extr. de : Actes du Congrès Lebeuf ;
- Le dossier des ″Lettres persanes″ / notes sur les cahiers de corrections. Une caricature peu connue de Montesquieu, Bordeaux : impr. Bière, 1963, 1 vol. (paginé 41-83) : portrait, 2 fac-sim., tableaux ; Extrait de la ″Revue historique de Bordeaux et du département de la Gironde″, n̊ 1, janvier-juin 1963 ; republié dans la Revue Montesquieu no 6, 2002 : « http://montesquieu.ens-lyon.fr/spip.php?article328 »(Archive.org • Wikiwix • Archive.is • Google • Que faire ?)
- Mazarin, Benedetti et l'escalier de la Trinité des Monts , [Paris] : Gazette des beaux-arts, 1968, 1 pièce (paginé 273-294) ; Extrait de la ″Gazette des beaux-arts″, décembre 1968 ;
- Mazarin et Le Bernin à propos du "Temps qui découvre la vérité", [Paris] : [Gazette des beaux-arts], 1969, 1 pièce (paginé 185-200) : ill. ; in-4, Extr. de : "Gazette des beaux-arts", oct. 1969 ;
- Les Préliminaires du second séjour de Romanelli à Paris, Paris, 1969,  p. 387–400 ; In-8,  Extr. de : Mélanges d'Archéologie et d'Histoire publiés par l'École Française de Rome, t. 81, 1969 ;
- Le Statut de Mazarin dans l'Église : aperçus sur le haut clergé de la Contre-réforme, [Paris] (4, square de La Tour-Maubourg, 7e]) : M. Laurain-Portemer, 1970,  141 p. ; Extr. de la "Bibliothèque de l'École des chartes", 127-128. - Notes bibliogr. ;
- Une bibliothèque canonique au XVIIe siècle : les fonds du Cardinal de Richelieu, en collaboration avec Jean Portemer, 1 pièce (paginé 307-323) ; in-8;  Extrait de : "Études d'Histoire du droit canonique" dédiées à Gabriel Le Bras [1971?] ;
- La Surintendance de l'état ecclésiastique : absolutisme et népotisme, Paris : [s.n.], 1973, p. 487-568 ; Extrait de la «Bibliothèque de l'École des chartes», t. 131, 1973 ;
- Opposition et propagande à Paris au temps du Sacre de Louis XIV, Paris : Publications de la Sorbonne, [1973], Paginé 253-269-12 f. : ill. ; Publications de la Sorbonne. Série Études ; 6 ;
- Le Palais Mazarin à Paris et l'offensive baroque de 1645-1650 d'après Romanelli, P. de Cortone et Grimaldi, [Paris] : Gazette des beaux-arts, 1973, 1 pièce (p. 151-168) : ill. ; Extr. de la «Gazette des beaux-arts», t. 81, 1250e livraison, mars 1973 ;
- Aperçus sur l'historiographie du Seicento : communication faite au Colloque des chercheurs du Groupe d'histoire moderne du C.N.R.S. tenu le 15 mars 1975 à... [Paris], [S.l.] : [s.n.], [1975?], 1 vol. (21 p. multigr.) ;
- Mazarin militant de l'art baroque au temps de Richelieu : 1634-1642 : communication [à la séance du 1er mars 1975 de la Société de l'histoire de l'art français], Paris : [Bulletin de la Société de l'histoire de l'art français], 1976, 1 vol. (paginé 65-100) ; Extr. du «Bulletin de la Société de l'histoire de l'art français», 1975 ;
- Ministériat, finances et papauté au temps de la Réforme catholique, Paris : [s.n.], 1976, p. 396-405 ; Extr. de la «Bibliothèque de l'École des chartes», t.CXXXIV, 1976 ;
- L'Habit des Mauristes au XVIIIe siècle, Genève : Droz, 1982, PP. 127–134 ; Hautes études médiévales et modernes ; 47. - Extr. de : "Sous la règle de Saint Benoît (colloque structures monastiques et sociétés en France, du Moyen Âge à l'époque moderne, 1980)" ;
- Fortuna e sfortuna di Bernini nella Francia di Mazzarino, Roma : Istituto della Enciclopedia italiana, 1985 ; 17 p.-[9] p. de pl. : ill. en noir ; Extrait de "Bernini e l'unità delle arte visive" sous la direction de Marcello Fagiolo, Rome, 1985 ;
- Un Mécénat ministériel : l'exemple de Mazarin, Paris : Ed. du C. N. R. S., 1985, 1 pièce (paginé 89-106) ; Extr. de : "L'Âge d'or du mécénat, 1598-1661 : colloque international C. N. R. S., mars 1983" ;
- L'Église et le pouvoir politique à Rome pendant la réforme catholique, Angers : Presses de l'Université d'Angers, [1986], 1 pièce (paginé 233-243) ; Extrait de : "Églises et pouvoir politique : actes des Journées internationales d'histoire du droit d'Angers, 30 mai-1er juin 1985" ;
- Richelieu canoniste d'après sa bibliothèque, Paris : Imprimerie nationale, 1985, p. 293-295 : ill. ; Extr. de : "Richelieu et le monde de l'esprit : [exposition, Paris, Sorbonne, novembre 1985]" ;
- Monarchie et gouvernement : Mazarin et le modèle romain, Grenoble : Presses universitaires de Grenoble, 1986; p. 45-53 ; Extr. de : "La France et l'Italie au temps de Mazarin : 15e Colloque du C. M. R. 17, Grenoble, 25-27 janvier 1985".

### Mayenne
- André de Beauvau : seigneur de Pimpéan..., Laval : Goupil, 1941, 1 pièce (12 p.) ; in-8 ; Extrait du ″Bulletin de la Commission historique de la Mayenne″, 1941 ;
- La fête de la gerbe dans le Bas-Maine, Laval : impr. Madiot, 1963, 1 vol. (44 p.) : 5 pl., dépliant, musique ; Extrait du "Bulletin de la Commission historique et archéologique de la Mayenne", t. 68, 70 et 71. - En annexes, un texte de Pierre Gaultier ″Battage des grains, rouleaux mécaniques. La Gerbe″ et une note de Gaston Orgeval sur une ordonnance du maître des eaux et forêts du Comte de Laval, du 16 juillet 1760 sur le battage, avec le fac-similé de cette ordonnance ;
- Le Mobilier du premier duc de Mazarin à Mayenne, [S. l.], [1969?], p. 85–102 : ill. ; In-8 ;  Extr. de : "Bulletin de la Commission historique et archéologique de la Mayenne". Octobre-décembre 1969 ;

### Exposition
- Saint-Simon, 1675-1755 : exposition organisée pour le deuxième centenaire de sa mort, Paris, Bibliothèque nationale, [Galerie Mazarine, 5 juillet-15 octobre] 1955 / [catalogue réd. par Madeleine Laurain, Edmond Pognon et Alice Garrigoux. Saint-Simon à la Bibliothèque nationale / préface de Julien Cain], Paris : Bibliothèque nationale, 1955, Impr. de A. Tournon, 1 vol. (123 p.-[8] p. de pl.) : ill., portr., fac-sim., couv. ill. ;
- Mazarin, homme d'État et collectionneur, 1602-1661 : exposition organisée pour le troisième centenaire de sa mort, Paris, Bibliothèque nationale, 1961 / [catalogue réd. par Madeleine Laurain-Portemer] ; [préf. par Julien Cain] ; [Du Palais Mazarin à la Bibliothèque nationale, introduction par Roger-Armand Weigert], Paris : Bibliothèque nationale, 1961, impr. Tournon et Cie, 1 vol. (XXXVIII-228 p.-[16] p. de pl.) : ill., portr., fac-sim., couv. ill. ;
- Inauguration solennelle de la maison Mazarin à Pescina : détruite en 1915 par le tremblement de terre et réédifiée dans 1971-1972 / [discours par Madame Madeleine Laurain Portemer], Avezzano : Stab. tip. Putaturo, 1972, 1 pièce (24 p.) : ill., couv. ill. en coul. ; Titre(s) parallèle(s) : Inaugurazione solenne della casa Mazzarino in Pescina distrutta dal terremoto del 1915e ricostruita entro l'anno giugno 1971-giugno 1972 ;